# Nordheim (Badenia-Wirtembergia)
Nordheim – miejscowość i gmina w Niemczech, w kraju związkowym Badenia-Wirtembergia, w rejencji Stuttgart, w regionie Heilbronn-Franken, w powiecie Heilbronn, wchodzi w skład wspólnoty administracyjnej Lauffen am Neckar. Leży w Zabergäu, nad Neckarem, ok. 7 km na południowy zachód od Heilbronn.

## Galeria

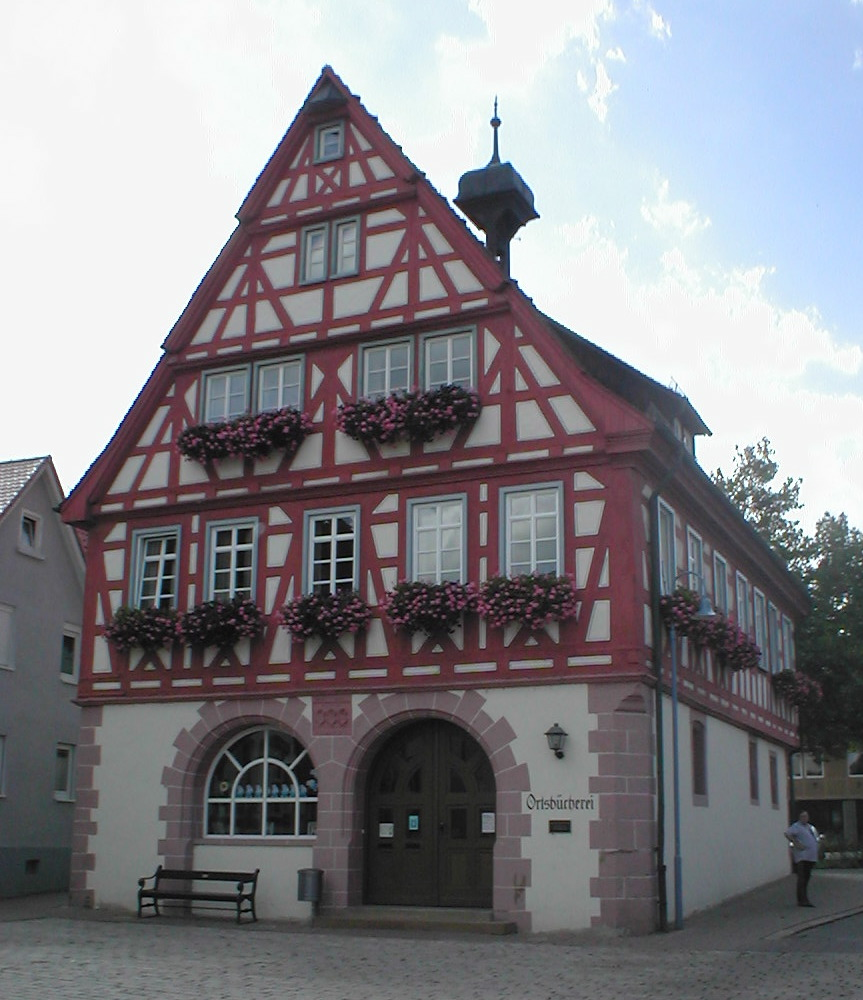
Ratusz z 1593
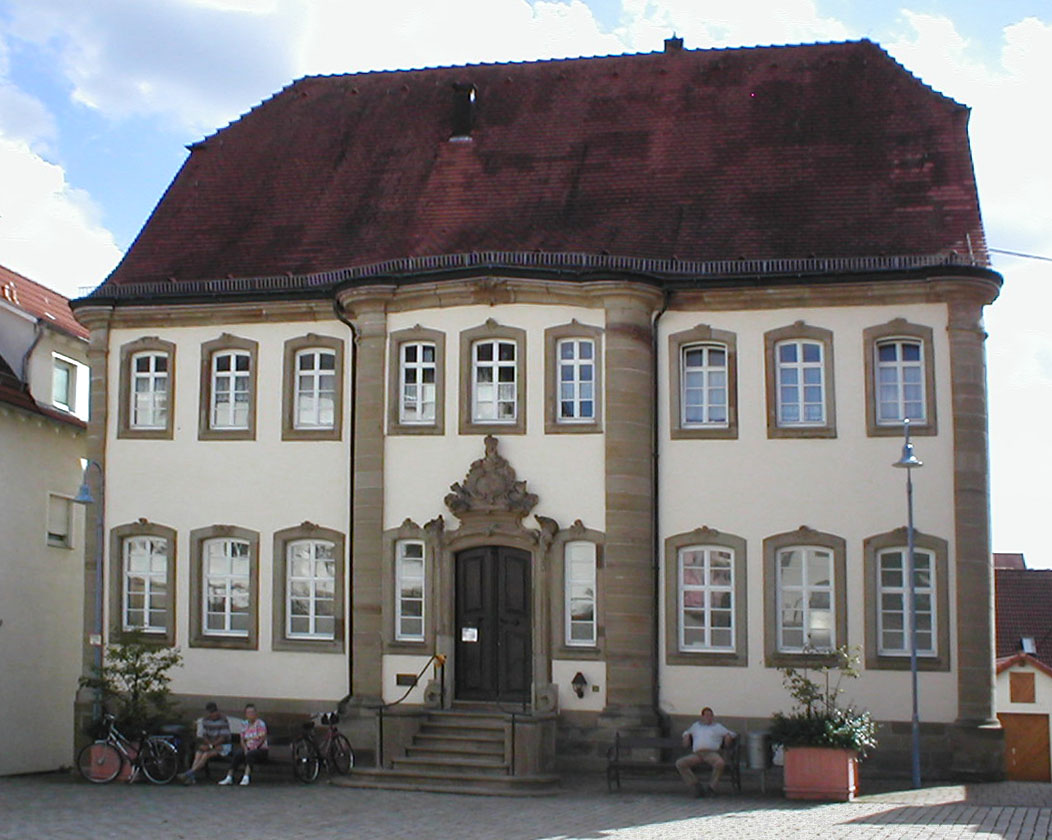
Ewangelicka plebania
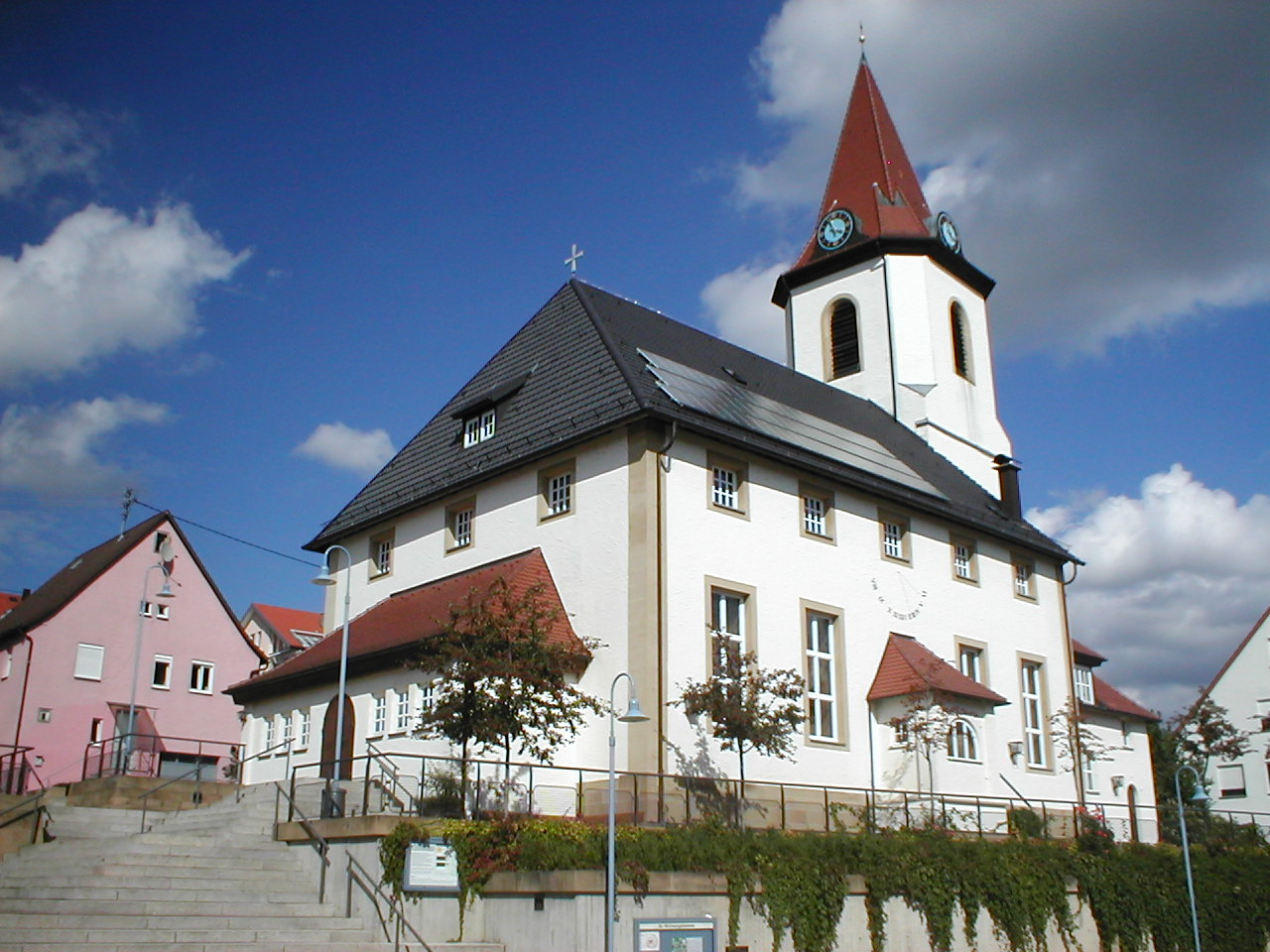
Kościół pw św. Bartłomieja (St. Bartholomaeus)